# 大法特拉山脈

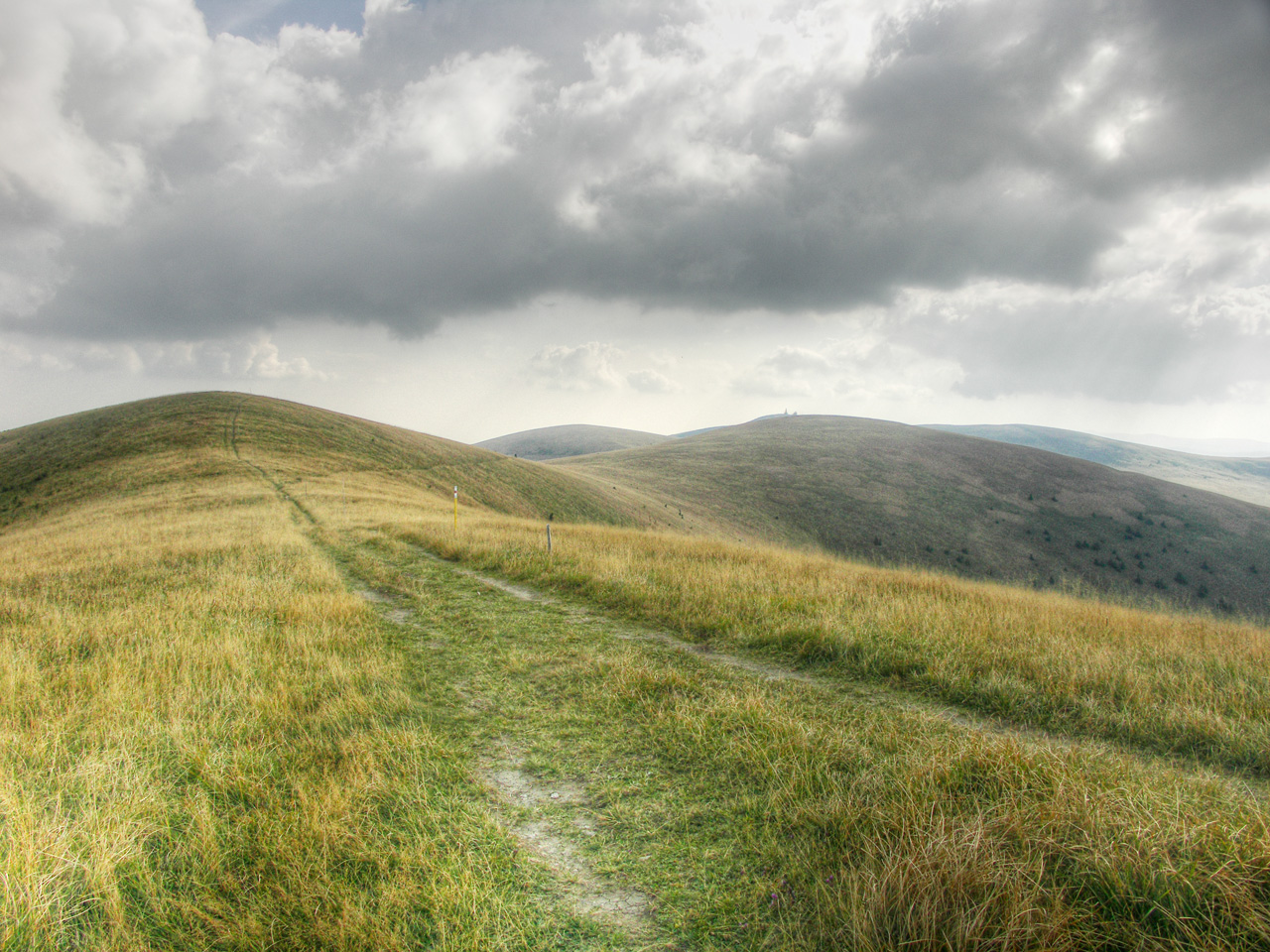

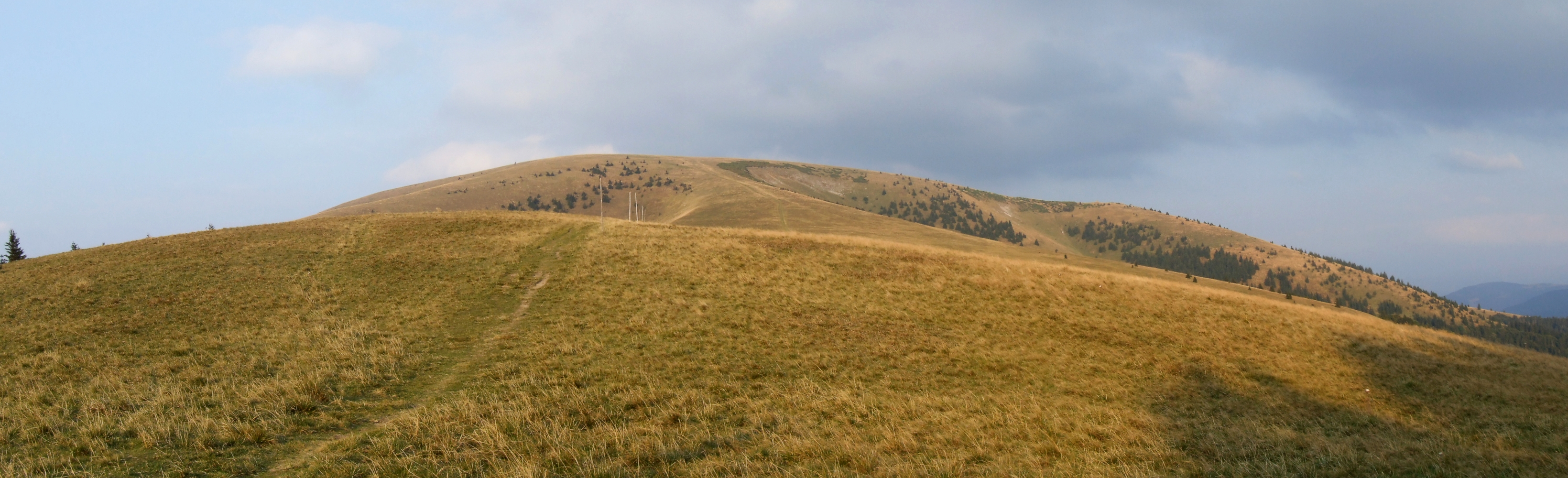

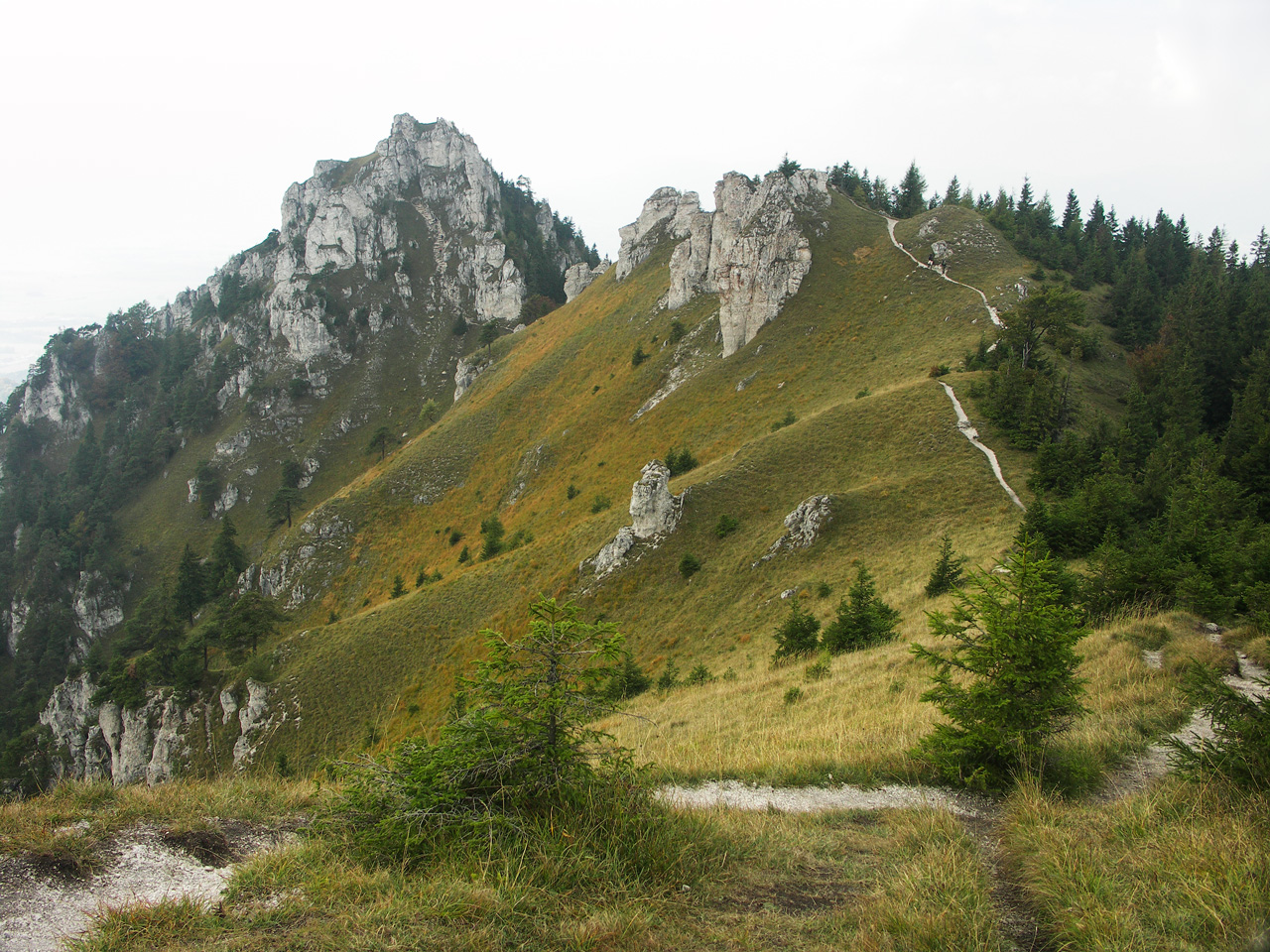

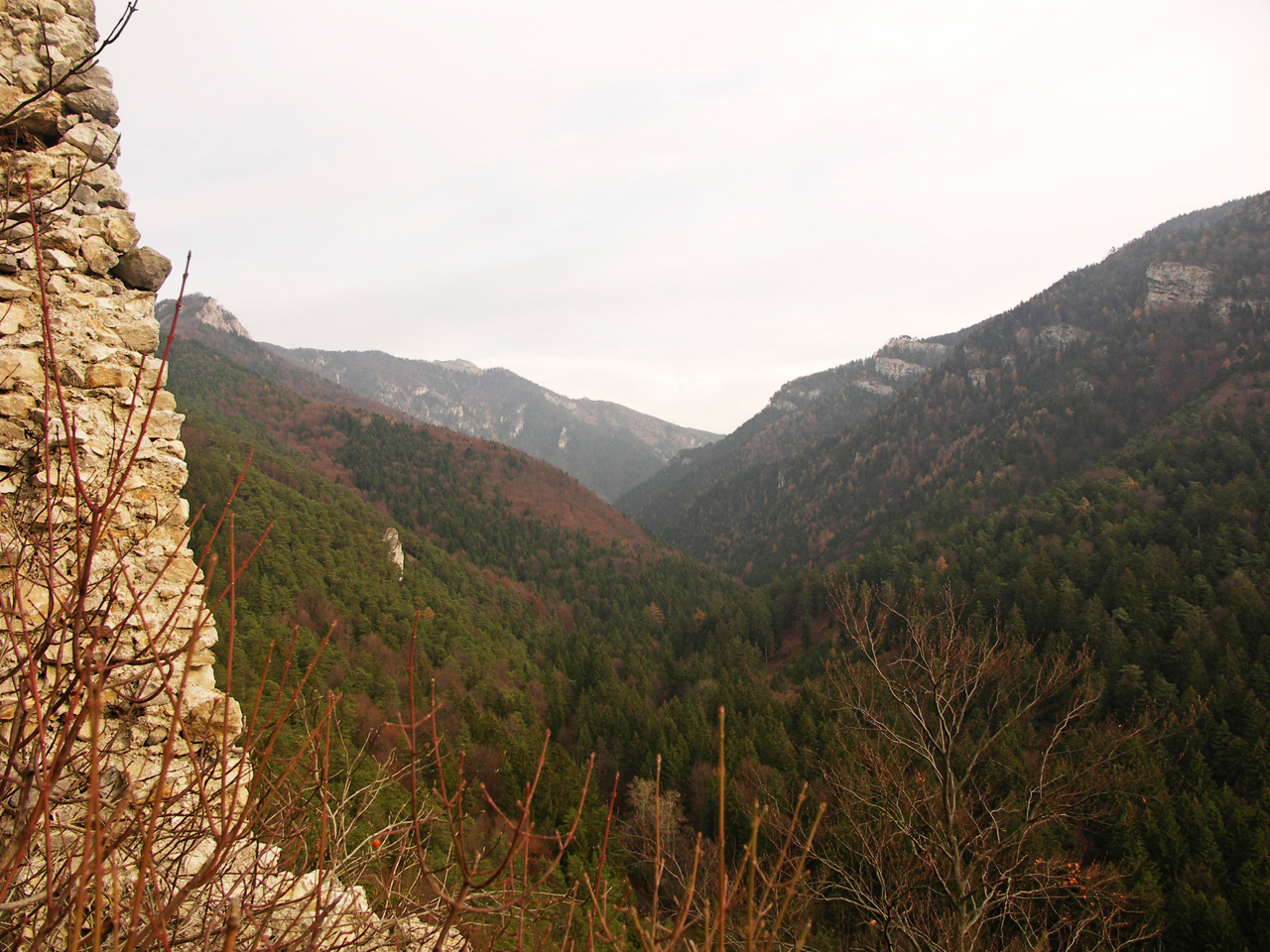

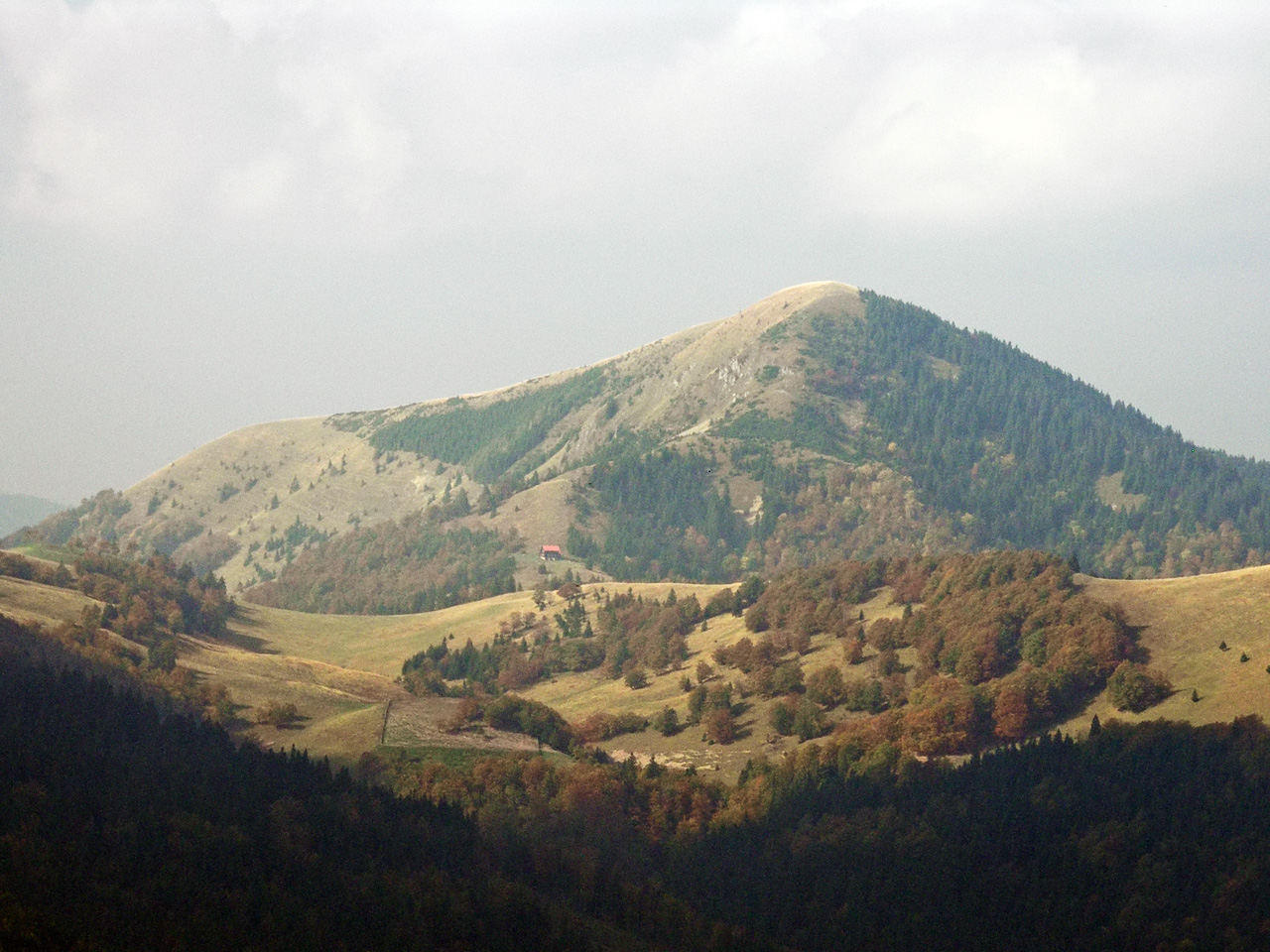

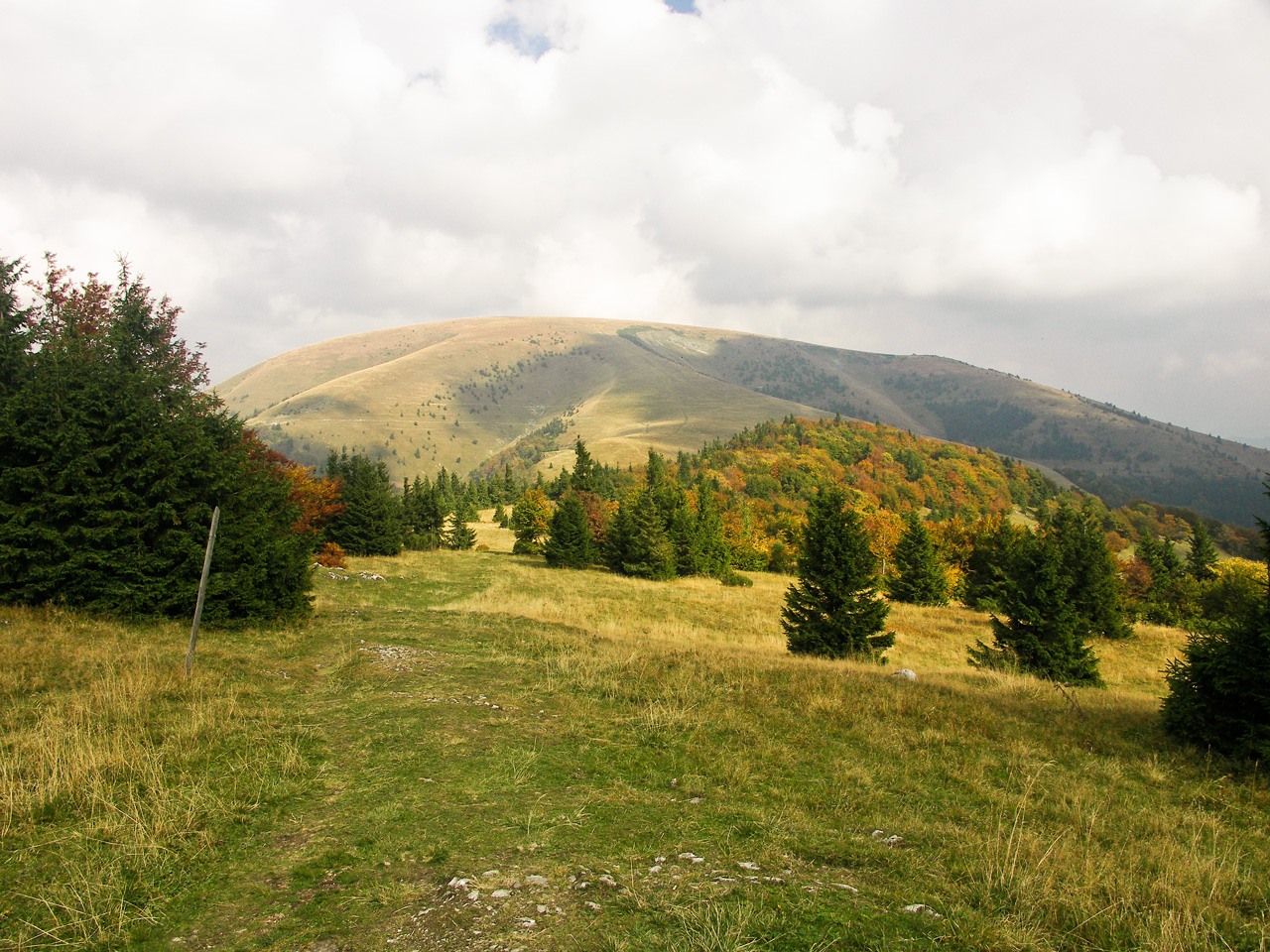

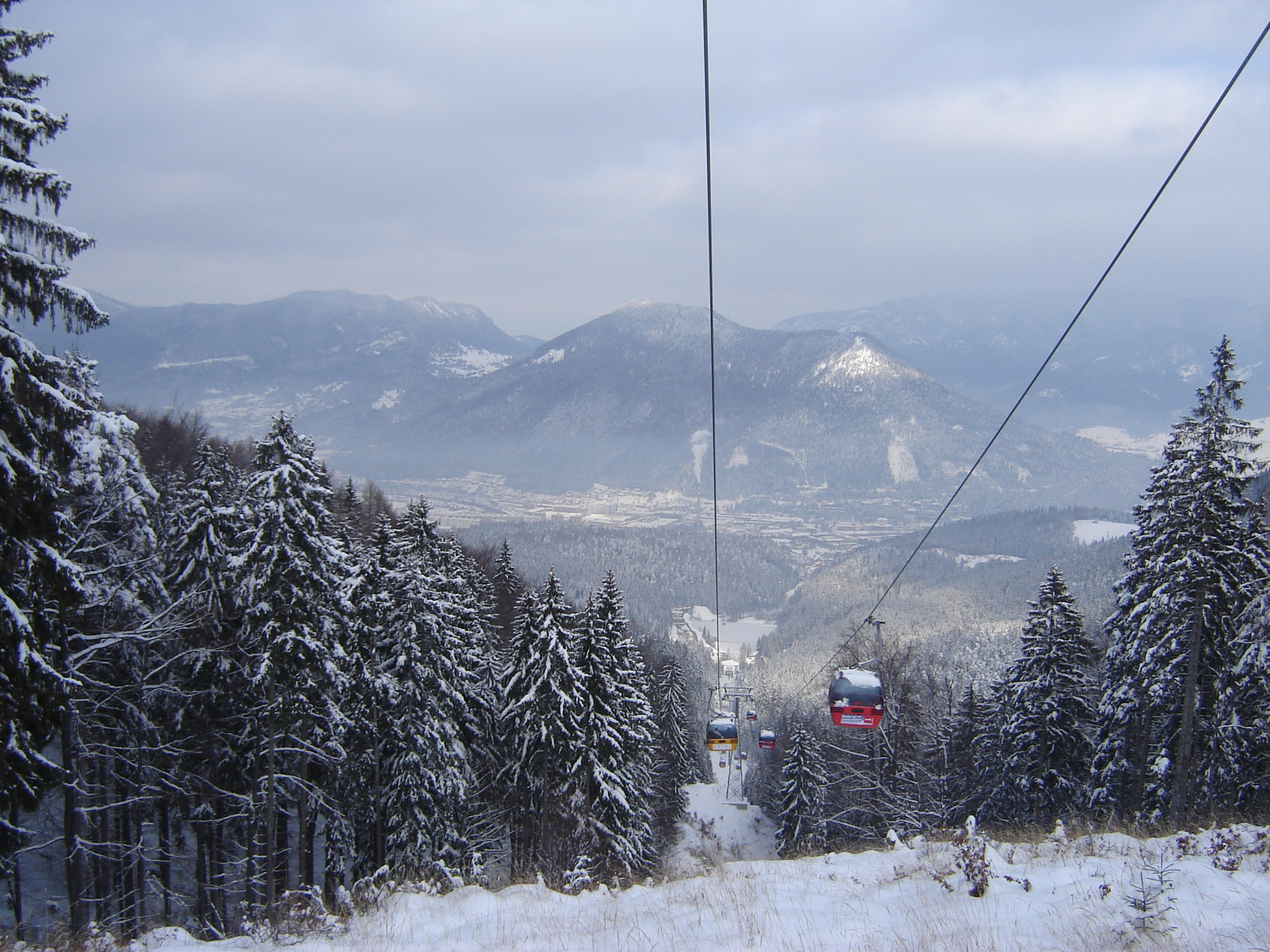

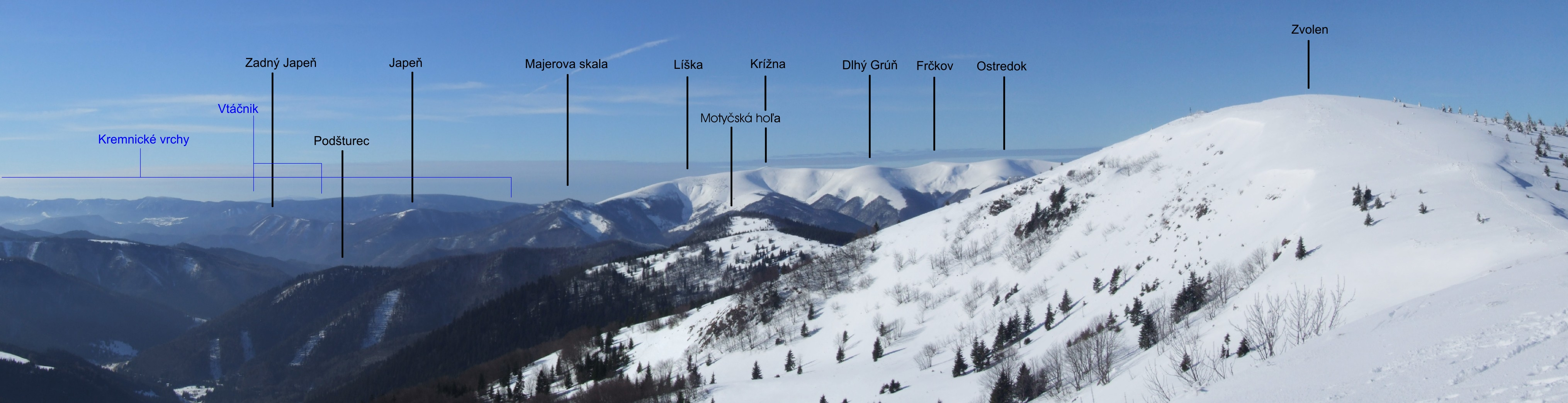

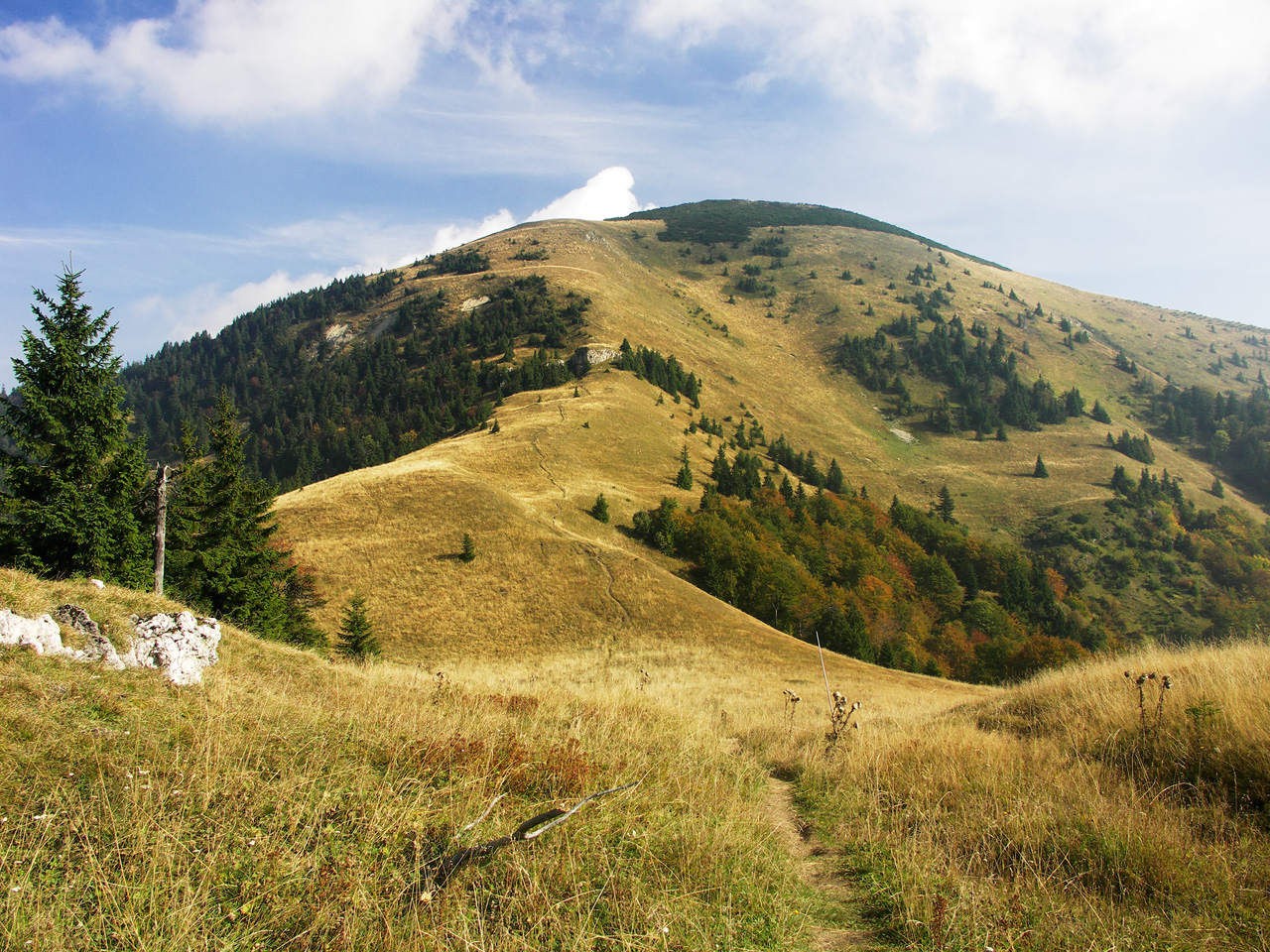

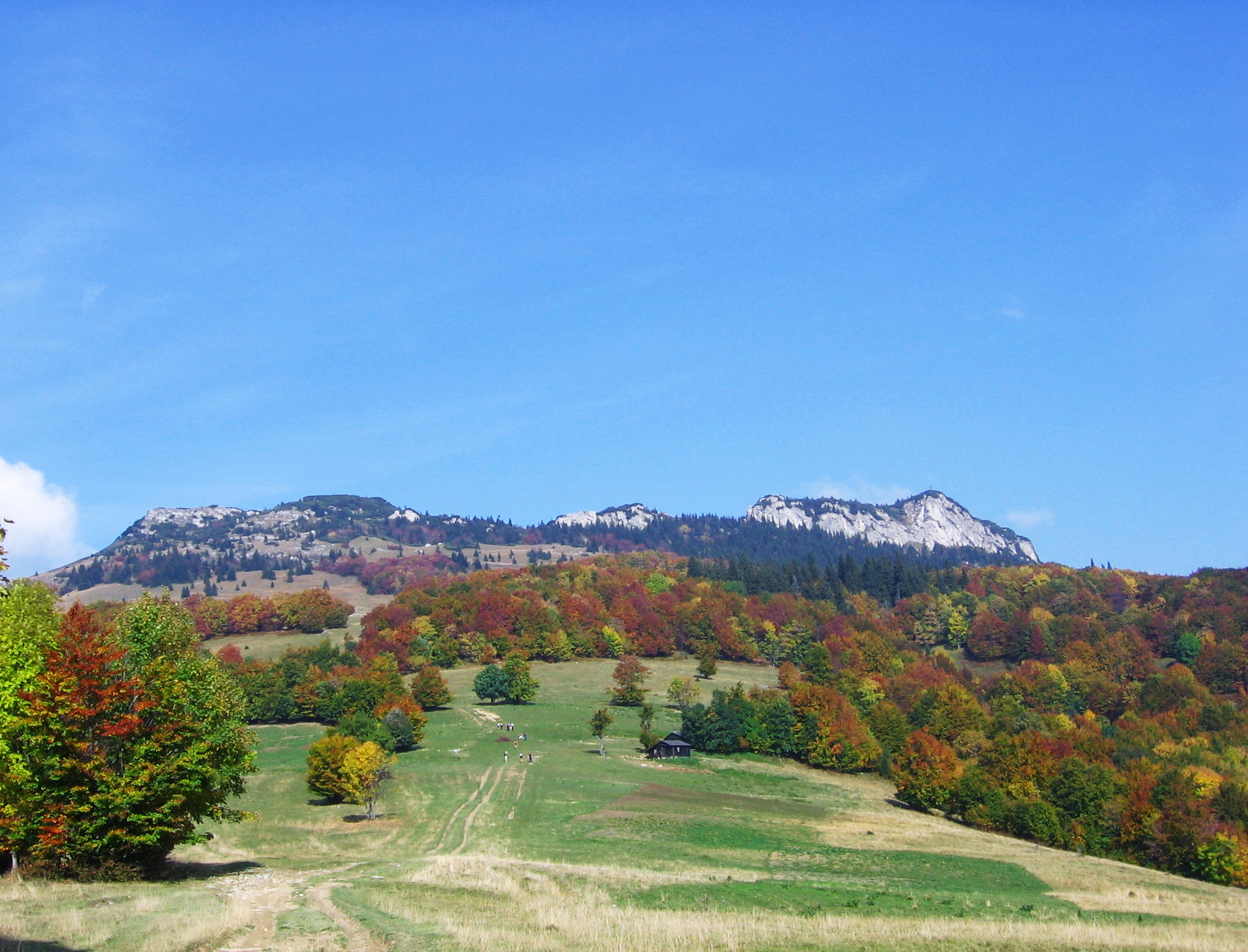

大法特拉山脈是斯洛伐克的山脈，位於日利納州和班斯卡-比斯特里察州，長45公里、寬20公里，最高點海拔高度1,592米，該地區近九成面積被森林覆蓋。

## 外部連結
- Veľká Fatra（页面存档备份，存于）
- Hiking map of Veľká Fatra by Military Cartographic Institute (VKÚ Harmanec)（页面存档备份，存于）
- Another hiking map（页面存档备份，存于） with hike planner（页面存档备份，存于）